# Đồng Lạc (phường)
Đồng Lạc là một phường thuộc thành phố Chí Linh, tỉnh Hải Dương, Việt Nam.

## Địa lý
Phường Đồng Lạc nằm ở phía nam thành phố Chí Linh, có vị trí địa lý:
- Phía đông giáp thị xã Kinh Môn
- Phía tây và phía nam giáp huyện Nam Sách
- Phía bắc giáp phường Tân Dân.

Phường Đồng Lạc có diện tích 11,53 km², dân số năm 2018 là 7536 người, mật độ dân số đạt 654 người/km².

## Lịch sử
Sau năm 1975, Đồng Lạc là một xã thuộc huyện Chí Linh.
Ngày 12 tháng 2 năm 2010, Chính phủ ban hành Nghị quyết 09/NQ-CP thành lập thị xã Chí Linh trên cơ sở toàn bộ diện tích và dân số của huyện Chí Linh, xã Đồng Lạc thuộc thị xã Chí Linh.
Ngày 10 tháng 1 năm 2019, Ủy ban Thường vụ Quốc hội ban hành Nghị quyết 623/NQ-UBTVQH14 (nghị quyết có hiệu lực từ ngày 1 tháng 3 năm 2019) thành lập phường Đồng Lạc thuộc thị xã Chí Linh trên cơ sở toàn bộ diện tích và dân số của xã Đồng Lạc và thành lập thành phố Chí Linh trên cơ sở toàn bộ diện tích và dân số của thị xã Chí Linh.

## Hành chính
Phường Đồng Lạc được chia thành 5 khu dân cư: Mạc Ngạn, Tế Sơn, Thủ Chính, Trụ Hạ, Trụ Thượng.